# Ueda Kohei
Kohei Ueda (sinh ngày 26 tháng 6 năm 1998) là một cầu thủ bóng đá người Nhật Bản.

## Sự nghiệp câu lạc bộ
Kohei Ueda đã từng chơi cho YSCC Yokohama.